# Muneeb Hassan Alrawi
Muneeb Hassan Alrawi, psán též jako Muníb Hasan Alravi (* 24. února 1966 Bagdád), je český muslim iráckého původu, podnikatel aktivní v komunitním životě české muslimské obce. Od roku 1999 nebo 2009 předseda Islámské nadace v Brně, od roku 2009 předseda Ústředí muslimských obcí v České republice.

## Studium
Narodil se v roce 1966 v iráckém hlavním městě Bagdádu. Po maturitě odešel v roce 1985 do Československa, kde vystudoval elektrotechniku na Vojenské akademii v Brně. Původně měl jet studovat jako stipendista do západního Německa, ale protože se irácká a německá vláda nakonec nedohodly, pobyt byl zrušen a irácká vláda jako nouzové řešení odeslala skupinu studentů do Československa. Alrawi uváděl, že to zpočátku vnímal jako trest. Plánoval se totiž po studiích vrátit do Iráku, kde se v té době na absolventy univerzit východního bloku dívali skrz prsty.

## Podnikání
Po sametové revoluci opustil Československo, ale v roce 1992 se vrátil. V Československu údajně zůstal proto, že se zamiloval do zdejšího broušeného skla a už během vysokoškolského studia s ním začal podnikat. Dalším motivem k odložení návratu byla aktuální situace v Iráku. Podnikat začal s náhradními díly k traktorům a podobným zbožím, čemuž se podle článku z roku 2010 věnuje dosud.

## Aktivity v muslimské obci
Od roku 1990 se věnoval pomoci muslimům žijícím na území Česka, podle vlastních slov se snaží o jejich začleňování do společnosti a vzájemnou toleranci při zachování vlastní identity. V roce 1994 spoluzaložil Islámskou nadaci v Brně. Později byl zvolen do jejího čela, a to podle MF Dnes již v roce 1999, zatímco podle rádia Impuls až od roku 2009, kdy v této funkci i v čele Ústředí muslimských obcí vystřídal zesnulého spoluzakladatele mešity Mohameda Ali Šilhavého.
Zasloužil se velkou měrou o vznik první mešity na území České republiky, otevřené v Brně v roce 1998, po několika letech sporů s úřady a navzdory nesouhlasné petici s půldruhým tisícem podpisů. V létě 2009 ohlásil, že muslimská obec chce postavit novou, větší mešitu, proti čemuž se zvedla vlna odporu v čele s jihomoravskou organizací KDU-ČSL, protestovala též skupinka 7 členů Národní strany. Při diskusi na brněnské radnici v červnu 2011 Alrawi řekl: „Potřebujeme větší mešitu, do té staré už se nevejdeme. Klidně se může jmenovat třeba Ježíšova. Nemusíme to místo ani nazývat mešitou.“ Zdůrazňoval, že místním muslimům nejde o žádné rozpínání jejich náboženství, ale chtějí mít jen místo ke svému setkávání.
Alrawi organizuje činnost kolem brněnské mešity. V roce 2010, kdy probíhala veřejná debata o možné výstavbě mešity v Hradci Králové, uvedl: „Chceme, aby měli především zahraniční studenti místo, kde se pomodlí.“
V březnu 2009 byl zvolen předsedou Ústředí muslimských obcí České republiky. V roce 2013 se nechal slyšet, že plánuje „možná ještě letos“ odchod z funkce a chce se věnovat obchodu a rodině.

## Osobní život

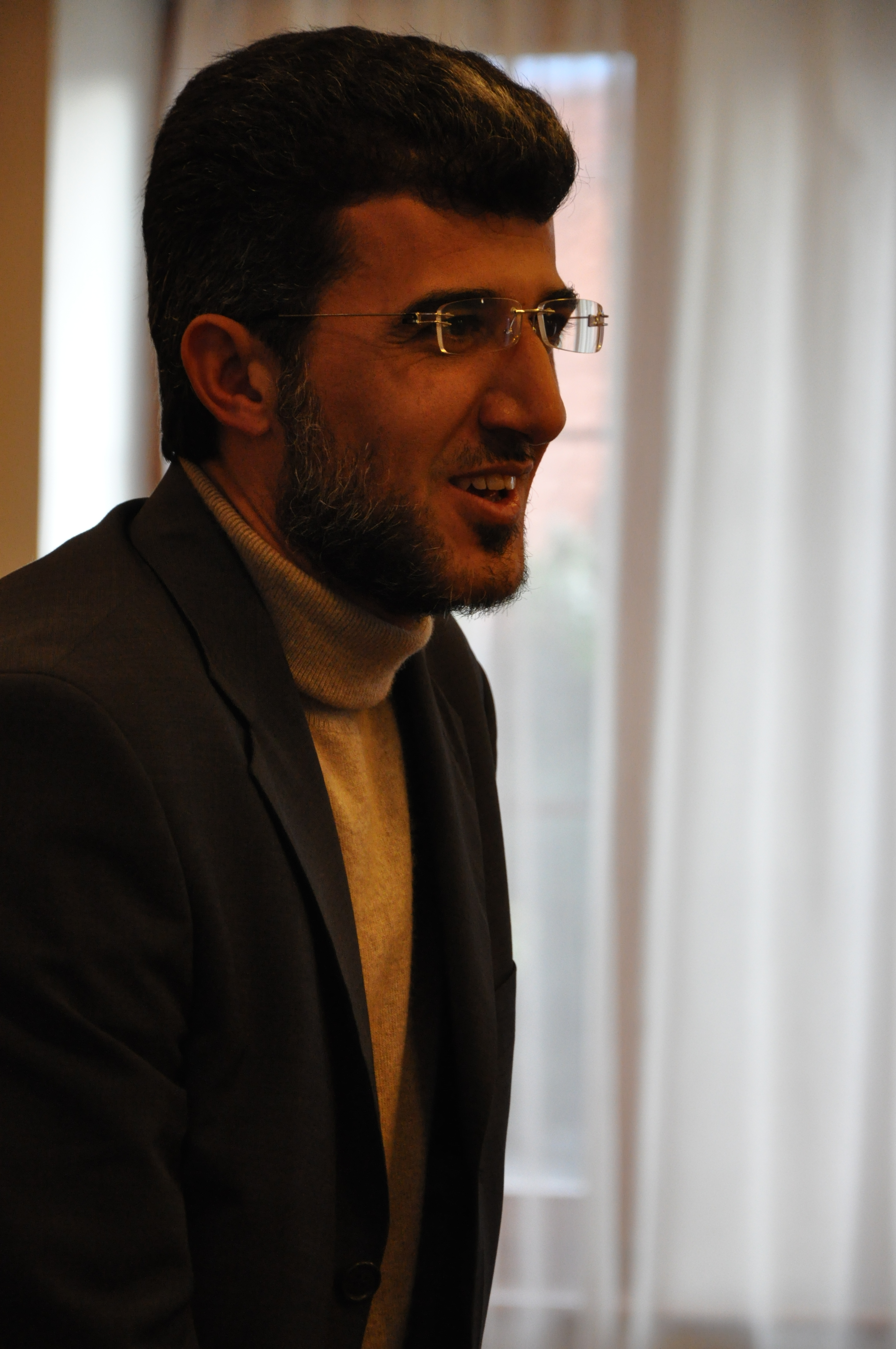
Fotografie z roku 2009

Je ženatý, za ženu má muslimku uprchlou z Bosny, podle článku z roku 2010 měli spolu tři syny.
Vyznává sunnitský islám. Hadždž (pouť do Mekky) absolvoval již dvakrát, poprvé ve svých 36 letech v roce 2002 se svou matkou.

## Hodnocení a kontroverze
Podle redaktorky MF Dnes Lenky Bernátové je sympatickým a nápadně zdvořilým mužem a dlouhodobě se snaží prosazovat bezproblémové soužití muslimů s většinovou společností a vzájemné dobré vztahy a toleranci.
Bývalý předseda Islámské nadace v Brně Hani Baloush po Alrawiho zvolení do funkce řekl: „Alrawi vidí jen své jméno a svoji politiku.“ Web radia Impuls v nadpise odstavce s touto informací označil Alrawiho jako kontroverzního vůdce.
Dostal se do ostrého sporu s někdejším dlouholetým spolupracovníkem, českým několikanásobným konvertitou Lukášem Lhoťanem. Podle Lhoťana jsou Alrawi a Lukáš Větrovec příznivci ortodoxního islámu, nejsou schopni reálného dialogu a jsou již moc závislí na svých ideolozích a na saúdskoarabských sponzorech islámu a islamizace v ČR a z mešity vyhnali všechny, kdo mají jiný názor než oni. Lhoťan o sobě říká, že neuspěl se snahou otupit protiamerický, protižidovský a protievropský kurz ve struktuře kolem islámských nadací a Ústředí muslimských obcí a zmýlil se, když věřil, že většina obyčejných muslimů má zájem na tom, aby zde fungovaly skutečné umírněné organizace. Podle časopisu Týden obviňuje Lhoťan své někdejší souvěrce z příklonu k radikálnímu islamismu a extremismu a z toho, že jinak mluví mezi sebou a jinak na veřejnosti a porušují české zákony. V roce 2014 podal Lhoťan podle idnes.cz trestní oznámení kvůli knize Základy tauhídu, kterou vydala česká muslimská obec; policie kvůli tomu provedla kontroverzní razii v muslimské modlitebně i v Ústředí muslimských obcí, ač nakonec obvinila jen jednu osobu, pravděpodobně místopředsedu ÚMO Vladimíra Sáňku, a Alrawi poté uspořádal protestní modlitební shromáždění v Praze na Letné u budovy ministerstva vnitra.
V červenci 2013 podalo Občanské sdružení ateistů České republiky na Alrawiho trestní oznámení pro podněcování k nenávisti vůči skupině osob kvůli nahrávce jednoho z jeho kázání v brněnské mešitě, v němž Alrawi vysvětloval, že období mezi sedmi a devíti lety je nejlepší čas na vštěpování lásky k islámu i nenávisti ke všem, kteří neuznávají Alláha, a děti, které se nechtějí modlit, mají rodiče s láskou bít. Za podstatný problém sdružení považovalo odepírání práva dětí na náboženskou svobodu, ale toto podezření do trestního oznámení neuvedli, protože nemají informace o tom, že by někdo děti v mešitě skutečně bil, zatímco podněcování k nenávisti je z nahrávky nesporné. Na videozáznam s kázáním upozornil Lukáš Lhoťan. Alrawi se hájí tím, že informace jsou vytržené z kontextu a jednalo se jen o překlad. Oznámení převzalo Nejvyšší státní zastupitelství, které ho koncem června 2013 předalo na Městské státní zastupitelství v Brně. Jan Petrásek ze státního zastupitelství označil případ za zajímavý a výjimečný a uvedl, že ani po projednání si není jistý, jak jej uchopit: uvedl, že pokud oznámení bude uznáno, tak bude nejspíš spadat pod ohrožování mravní výchovy mládeže; do budoucna by podle Petráska nebylo nereálné ani postavit celou islámskou nadaci nebo přímo islám mimo zákon. Za problematické Petrásek považoval, že výroky, pocházející z posvátných textů, nepocházejí od konkrétní úzké skupiny; doufal, že o takto složitém případu nebude muset rozhodovat on, a uvažoval o tom, že se s případem obrátí zpět na Nejvyšší státní zastupitelství.
Lhoťan rovněž v roce 2011 pustil na veřejnost záznam brněnského kázání Alrawiho spolupracovníka Lukáše Aliho Větrovce o zabíjení židů v nutné válce muslimů proti židům před soudným dnem, a fotografie, jak muslimové v brněnské mešitě pózují s napodobeninou zbraně.
Alrawi v roce 2012 nazýval Lhoťana po jeho rozchodu s islámem Jidášem a řekl o něm, že se mstí a že je případem pro psychiatra; chtěl prý být nejvýznamnějším konvertitou k islámu, ale nakonec skončil jako outsider. V roce 2014 Alrawi charakterizoval Lhoťana jako „velkou nulu plnou nenávisti, komplexů a islamofobie“ a „velkou nulu plnou nenávisti, teorií a konspirace“. V době, kdy byl Lhoťan členem muslimské obce, patřil podle Alrawiho (i podle časopisu Týden) mezi ty nejradikálnější, ale muslimská obec se podle Alrawiho již všech radikálů zbavila.